# منصور البلوشی
منصور البلوشی (انگلیسی: Mansor Al-Bloushi؛ زادهٔ ۱۸ مارس ۱۹۹۱) بازیکن فوتبال اهل امارات متحده عربی است.